# Alkibijad
Alkibijad je rođen oko 450. pr. Kr. u Ateni; umro je 404. pr. Kr. u Melisi (Melissa), Mala Azija današnja Anatolija u zapadnoj Turskoj. 
Alkibijad je bio atenski državnik i vojskovođa koji je svojim oportunizmom i željom za vlašću doprinio atenskom porazu u Peloponeskom ratu (431. – 404. pr. Kr.) Alkibijad potječe iz ugledne atenske obitelji, majka mu je bila iz ugledne obitelji Alkmeonida. 
Nakon očeve smrti 447. pr. Kr. Alkibijad je živio kod Perikla, (koji mu je bio bliski rođak), gdje ga je ponekad podučavao Sokrat. Nakon smrti Kleona Alkibijad se probio u sam vrh radikalnih demokrata i vodio je jednu politiku s ciljem izoliranja Sparte. 
Njegov politički protivnik bio je Nikija, koji je nakon Periklove smrti preuzeo vođstvo demokrata i u Peloponeskom ratu se trudio da uspostavi mir između Atene i Sparte, pri čemu je doprinio da se usvoji po njemu nazvani ugovor «Nikijin mir». Alkibijadu je uspjelo nagovoriti Atenjane da odustanu od tog ugovora.
Godine 415. pr. Kr. Alkibijad kreće u takozvanu «Sicilijansku ekspediciju» protiv Sirakuze koja je završila porazom atenske vojske što dovodi do preokreta u Peloponeskom ratu, u korist Sparte. Nakon jednog zločina nad kipom boga Hermesa koji se vjerojatno lažno pripisuje Alkibijadu, morao je pobjeći u Spartu.
Spartancima izdaje ratni plan Atenjana i potpomaže u stvaranju alijanse između Sparte i Sirakuze, koji su pobijedili Atenu.
U Ateni je za tu izdaju osuđen u bjegu na smrtnu kaznu, a sva njegova imovina je zaplijenjena. Ponovo se pomirio s Atenom i više puta je postavljan na čelo atenske vojske. Godine 411. pr. Kr. pobjeđuje Spartance kod Abidosa.
Godine 407. pr. Kr. vraća se ponovo u Atenu, gdje je dočekan s velikim oduševljenjem i oslobođen od svih optužbi, ponovo je proglašen zapovjednikom atenske vojske.
Godine 406. pr. Kr. nakon jednog poraza vojske u njegovom odsustvu a pod vođstvom njegovog zamjenika protiv Perzije, ponovo je protjeran i povlači se na svoje imanje u Trakiji, kasnije bježi od Spartanaca u Perziju. Godine 404. pr. Kr. po nalogu Sparte je ubijen.